# Maria Magdalena Dumitrache
Maria Magdalena Dumitrache (n. 3 mai 1977, Târgoviște, Dâmbovița, România) este o canotoare română, laureată cu aur la Sydney 2000. A primit titlul de Maestru Emerit al Sportului, iar in 2000 i-a fost conferit Ordinul national “Pentru Merit” in grad de comandor.

## Legături externe
- Maria Magdalena Dumitrache la Comitetul Olimpic și Sportiv Român (arhivat)
- en Maria Magdalena Dumitrache la Olympedia.org